# Barbara Gross (Politikerin)

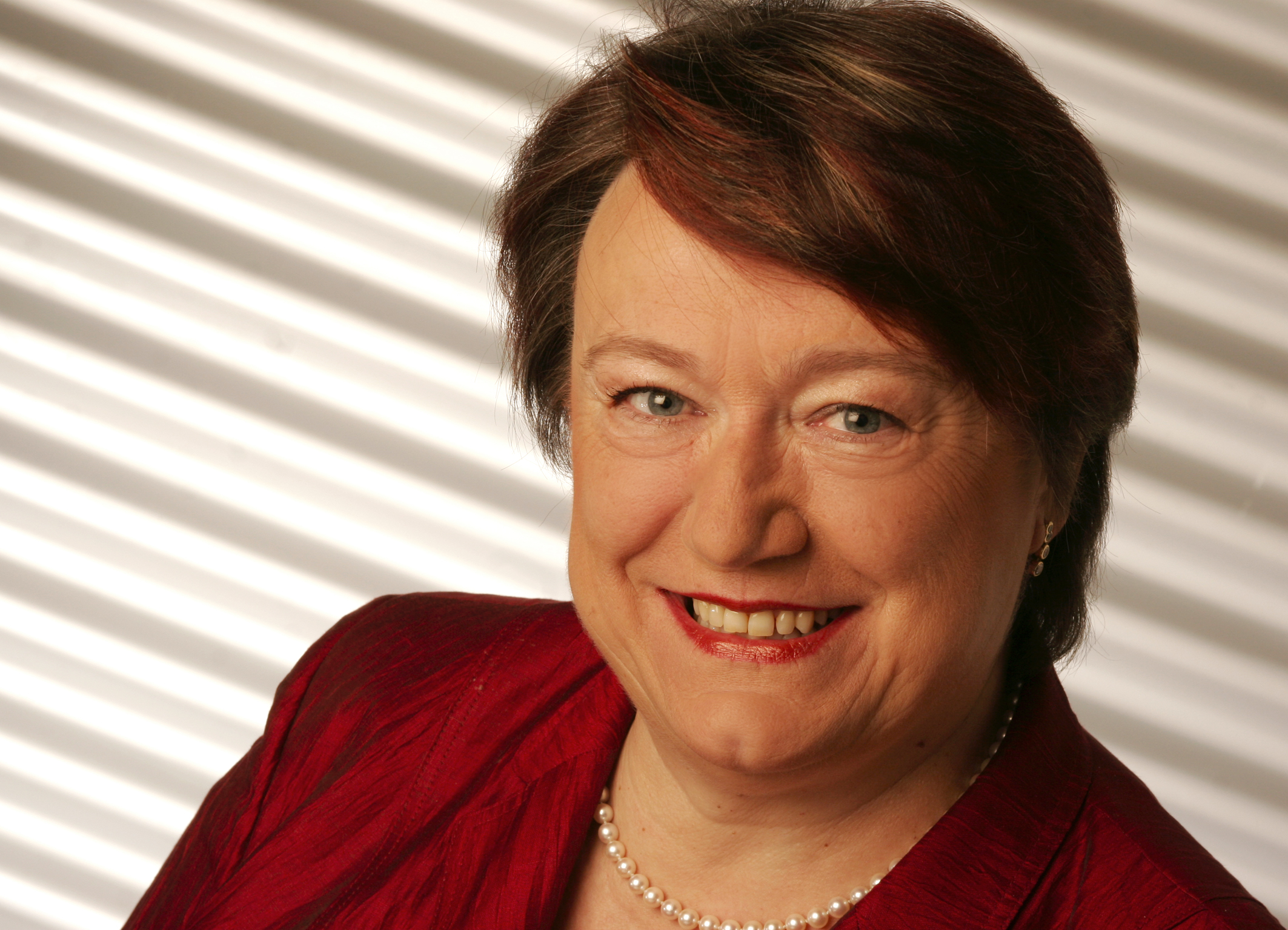
Barbara Gross 2015

Barbara Gross (* 30. August 1953 in Graz) ist eine österreichische Politikerin (SPÖ). Gross war ab 1989 Abgeordnete zum Landtag Steiermark und von 2005 bis 2010 dessen dritte Präsidentin. Seit 1994 ist sie Präsidentin der Volkshilfe Steiermark, von 2015 bis 2019 war sie Präsidentin der Volkshilfe Österreich.

## Leben
Gross besuchte nach der Volks- und Hauptschule eine Handelsakademie, die sie jedoch im Alter von 15 Jahren abbrechen musste, da ihre Mutter verstorben war und sie nun die vier jüngeren Geschwister versorgen musste. Sie trat 1970 in die Merkur Versicherung ein und wurde noch im selben Jahr Mitglied der SPÖ. In der Folge engagierte sich Gross im Betriebsrat, wurde Zentralbetriebsratsvorsitzende und Vorsitzende des ÖGB Graz-Umgebung. Innerparteilich wurde sie in der Folge in den Vorstand der SPÖ-Graz und den Landesparteivorstand gewählt. Gross vertritt die SPÖ seit dem 24. Jänner 1989 im Landtag Steiermark und wurde am 25. Oktober 2005 zur Dritten Landtagspräsidentin gewählt. Sie war zudem stellvertretende Bundesfrauenvorsitzende, Landesfrauenvorsitzende und stellvertretende Landesparteivorsitzende. 
Barbara Gross ist seit 1994 Präsidentin der Volkshilfe Steiermark. Am 29. Mai 2015 wurde sie von der Bundeskonferenz zur Vorsitzenden der Volkshilfe Österreich gewählt, im Mai 2019 folgte ihr Ewald Sacher in dieser Funktion nach.
Gross war mit dem SPÖ-Parteivorsitzenden Hans Gross verheiratet. 